# Nicolás Milesi
Nicolás Milesi Van Lommel (sinh ngày 10 tháng 11 năm 1992 ở Young) là một cầu thủ bóng đá người Uruguay thi đấu cho Al Dhafra ở vị trí tiền vệ ở Giải bóng đá vô địch quốc gia Các Tiểu vương quốc Ả Rập Thống nhất.

## Sự nghiệp câu lạc bộ
Sinh ra ở Young, Milesi tốt nghiệp từ hệ thống trẻ của Club Atlético Torque.
Đầu năm 2012, Milesi đến Mexico để thử việc ở Deportivo Toluca. Anh ở đó 6 tháng thi đấu cho đội trẻ.
Anh có màn ra mắt ngày 20 tháng 10 năm 2012, ghi 1 bàn thắng trong trận hòa 3–3 trên sân khách trước Rampla Juniors. Anh vào sân từ phút thứ 75 thay cho Jesús Toscanini, và sau 7 phút thì anh ghi bàn.
Ngày 7 tháng 1 năm 2014 anh chuyển đến Danubio; tuy nhiên, một tháng sau, Milesi gia nhập đội bóng ở Brazilian Série A Atlético Paranaense. Anh chưa bao giờ đá cho đội một và bị đẩy xuống đội dự bị, vì vậy 6 tháng sau anh trở lại Uruguay, thi đấu 2 năm cho Danubio.
Ngày 5 tháng 8 năm 2016, Milesi ký một bản hợp đồng chuyên nghiệp với câu lạc bộ Ả Rập Al-Hilal, và giành chức vô địch tại Giải bóng đá vô địch quốc gia Ả Rập Xê Út ngay trong mùa giải đầu tiên.

### Thống kê
Tính đến 12 tháng 4 năm 2018
| Câu lạc bộ          | Mùa giải            | Giải bóng đá vô địch quốc gia Ả Rập Xê Út | Giải bóng đá vô địch quốc gia Ả Rập Xê Út | Cúp Hoàng tử Ả Rập Xê Út | Cúp Hoàng tử Ả Rập Xê Út | Saudi Champions Cup | Saudi Champions Cup | Siêu cúp bóng đá Ả Rập Xê Út | Siêu cúp bóng đá Ả Rập Xê Út | Giải vô địch bóng đá các câu lạc bộ châu Á | Giải vô địch bóng đá các câu lạc bộ châu Á | Tổng    | Tổng      |
| Câu lạc bộ          | Mùa giải            | Số trận                                   | Bàn thắng                                 | Số trận                  | Bàn thắng                | Số trận             | Bàn thắng           | Số trận                      | Bàn thắng                    | Số trận                                    | Bàn thắng                                  | Số trận | Bàn thắng |
| ------------------- | ------------------- | ----------------------------------------- | ----------------------------------------- | ------------------------ | ------------------------ | ------------------- | ------------------- | ---------------------------- | ---------------------------- | ------------------------------------------ | ------------------------------------------ | ------- | --------- |
| Al-Hilal            |                     |                                           |                                           |                          |                          |                     |                     |                              |                              |                                            |                                            |         |           |
| 2016–17             | 18                  | 1                                         | 1                                         | 0                        | 3                        | 1                   | 0                   | 0                            | 8                            | 2                                          | 30                                         | 4       |           |
| 2017–18             | 18                  | 2                                         | 0                                         | 0                        | 2                        | 0                   | 0                   | 0                            | 9                            | 0                                          | 29                                         | 2       |           |
| Tổng cộng sự nghiệp | Tổng cộng sự nghiệp | 36                                        | 4                                         | 1                        | 0                        | 5                   | 1                   | 0                            | 0                            | 17                                         | 2                                          | 59      | 6         |

## Danh hiệu

### Al Hilal
- Giải bóng đá vô địch quốc gia Ả Rập Xê Út (2): 2016–17, 2017–18
- King Cup of Champions: 2017